# Mathis Nitschke
Mathis Nitschke (* 4. Juni 1973 in München) ist ein deutscher Komponist, Sounddesigner,  Klangregisseur, Regisseur und Musikproduzent. Er hat sich spezialisiert auf Sound in Verbindung mit Theater, Medien und neuen Technologien und produziert neben angewandter Musik für Schauspiel und Film eigene Musiktheater-Projekte.

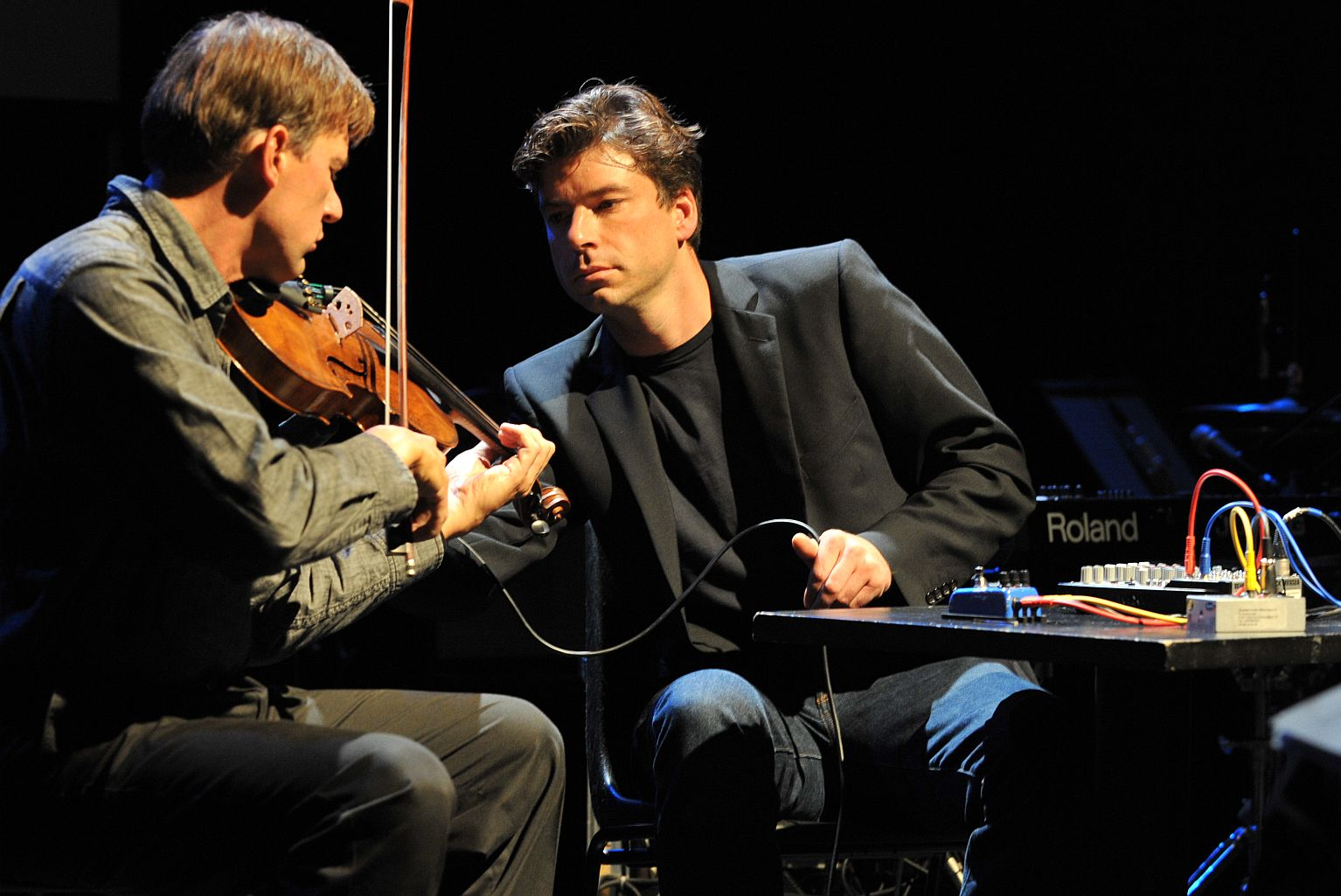
Mathis Nitschke (rechts), 2010

## Leben
Nach klassischer Gitarre studierte er bildende Kunst, bevor er seinen Abschluss am Konservatorium Den Haag als Komponist machte (Unterricht bei Gilius van Bergeijk, Richard Ayres und Clarence Barlow). Vorlesungen und Seminare u. a. bei Heiner Goebbels, DJ Spooky, Jean-Luc Nancy, Michel Houellebecq, Mike Figgis, Peter Greenaway und The Brothers Quay während seines Postgraduiertenstudiums der Medien und Kommunikation an der European Graduate School (EGS), Saas-Fee, flankierten seine Ausbildung.
Auf diesem Weg entwickelte er eine stark konzeptuelle Herangehensweise. Er kreiert Opern und Musiktheater, Installationen, Filme und Konzerte, die weltweit in Theatern, Galerien und Festivals gezeigt werden. Mathis Nitschkes Interesse gilt dem Ineinandergreifen von Text, Bild und Ton, dem Musik-Theater und Film, dem Spiel mit der Wahrnehmung auf allen Ebenen.
2012 arbeitete er mit dem Schriftsteller Jonas Lüscher für die Oper Jetzt zusammen. Seither steht das gesungene Theater im Mittelpunkt. Er untersucht das Verhältnis von Oper und Gesellschaft in Arbeiten wie seinem 2014 – ebenso wie Jetzt – an der Nationaloper Montpellier uraufgeführten „operatic song-cycle with party“ Happy Happy. Seine erste Oper Jetzt wurde bei der Kritikerumfrage der Zeitschrift Opernwelt im Jahr 2013 zur „Uraufführung des Jahres“ nominiert.
Neben Viola, einer Kurzoper in einer Apotheke, entwickelt er weitere Opernkonzepte im öffentlichen Raum. Mithilfe eines Projektstipendiums der Landeshauptstadt München konnte er 2016 seine Idee von Oper als positionserkennendem Hörspaziergang realisieren. In der Kritikerumfrage der Zeitschrift „Die Deutsche Bühne“ 2017 wurde „Vergehen“ – formal eine reine Audioarbeit – als bester Beitrag in der Kategorie Bühne/Raum/Kostüm nominiert.
Im Oktober 2017 wurde „Maya“ uraufgeführt, eine Mixed-Reality-Techno-Oper, in deren Zentrum grundlegende Fragen des Posthumanismus verhandelt werden. In der Ruine des Heizkraftwerks München-Aubing kreierte Nitschke einen virtuellen Parallelkosmos zur physischen Realwelt auf der Grundlage von Sound, Musik, Augmented Reality Technik und digitaler Kunst, in der der Zuschauer sich frei bewegte.
Zusammenarbeiten mit Künstlerpersönlichkeiten wie Michel Houellebecq oder Luk Perceval prägten sein Schaffen. Für Houellebecq komponierte und produzierte er 2008 einen groß-orchestralen Score für sein Debüt als Regisseur, der eigenen Verfilmung seines Romans Die Möglichkeit einer Insel. Für Luk Percevals Inszenierung von Hans Falladas Roman „Kleiner Mann, was nun?“ an den Münchner Kammerspielen konzipierte und baute er zusammen mit Bühnenbildnerin Annette Kurz ein 4 Meter hohes Orchestrion, das dann die Musik Nitschkes wiedergab.
Als Klangregisseur sitzt Mathis Nitschke am Mischpult der Theater und bei Aufführungen zeitgenössischer Musik auch im Konzertsaal, so bei der Musica-Viva-Reihe des Symphonieorchesters des Bayerischen Rundfunks. In Solo- und Ensembleprojekten tritt er als performender Elektroniker auf.
Mathis Nitschke lebt mit seiner Familie in München.

## Werke (Auswahl)
- 2023: Doppelganger Zwischenmusiken für ein Musiktheater über Franz Schuberts „Schwanengesang“, von Claus Guth, 22. September 2023 in der Park Avenue Armory, New York[19][20]
- 2023: Ein Quadratmeter angehaltene Zeit, Klanginstallation im öffentlichen Raum, Arkadienfestival Ebersberg[21]
- 2020: Lure musik-theatrale Erforschung von KI, Zoom-Performance[22]
- 2019: Small Places zentrale Klanginstallation in der RE:ECM Ausstellung zum 50-jährigen Jubiläum von ECM Records, 18. Oktober 2019 im Storage by Hyundai Card, Seoul, Korea[23]
- 2017: Maya Mixed-Reality-Techno-Oper in Zusammenarbeit mit Thomas Jonigk, Uraufführung am 18. Oktober 2017 in der Ruine des Heizkraftwerks Aubing[24][25]
- 2015: Viola Kurzoper im öffentlichen Raum, in Zusammenarbeit mit Thomas Jonigk, Uraufführung am 3. Juli 2015 in der Bahnhofapotheke Pasing[26]
- 2014: Happy Happy operatic song-cycle with party, in Zusammenarbeit mit Urs Schönebaum Uraufführung am 19. November 2014 an der Opéra National de Montpellier[27]
- 2012: Jetzt Oper in einem Akt, in Zusammenarbeit mit Jonas Lüscher und Urs Schönebaum. Uraufführung am 30. November 2012 an der Opéra National de Montpellier[3]

## Interaktive Kunst (Auswahl)
- 2022: Die Planeten inter-galaktischer Soundwalk in 3D Audio, in Kooperation mit den Münchner Philharmonikern[28]
- 2015: Vergehen Oper, die man sich erläuft, GPS-sensitive Smartphone App für Android und iOS, veröffentlicht Februar 2017, an der Münchner Isar[29]

## Filmmusiken (Auswahl)
- 2019: Der Sog des Krieges (Dokumentarfilm von Christoph Boekel)
- 2017: Über Leben in Demmin (Dokumentarfilm von Martin Farkas)
- 2008: Die Möglichkeit einer Insel (Spielfilm von Michel Houellebecq)

## Bühnenmusiken (Auswahl)
- 2022: Wenn wir einander ausreichend gequält haben (Martin Crimp), Regie: Thomas Jonigk, Schauspiel Köln
- 2021: Bruder Eichmann (Heinar Kipphardt), Regie: Thomas Jonigk, Schauspiel Köln
- 2019: Rückkehr nach Reims (Didier Eribon), Regie: Thomas Jonigk, Schauspiel Köln
- 2018: Rosa Rozendaal Text und Regie: Luk Perceval, Burgtheater Wien
- 2017: Ansichten eines Clowns (Heinrich Böll), Regie: Thomas Jonigk, Schauspiel Köln
- 2017: Ab jetzt (Alan Ayckbourn), Regie: Ulrike Arnold, Staatstheater Wiesbaden
- 2011: Weiter träumen (Thomas Jonigk), Regie: Christof Loy, Schauspielhaus Zürich
- 2009: Kleiner Mann, was nun? (Hans Fallada), Regie: Luk Perceval, Münchner Kammerspiele[30]

## Belege
1. ↑  Jetzt. In: Mathis Nitschke. 30. November 2012 (mathis-nitschke.com [abgerufen am 3. November 2018]).
2. ↑  Archivierte Kopie (Memento des Originals vom 1. Februar 2014 im Internet Archive)  Info: Der Archivlink wurde automatisch eingesetzt und noch nicht geprüft. Bitte prüfe Original- und Archivlink gemäß Anleitung und entferne dann diesen Hinweis.
3. 1 2  Ein plastischer Doppelabend in Südfrankreich | nmz - neue musikzeitung. In: nmz.de. 4. Februar 2013, abgerufen am 16. März 2024.
4. ↑  Happy Happy – Mathis Nitschke. In: Mathis Nitschke. 8. Oktober 2014 (mathis-nitschke.com [abgerufen am 3. November 2018]).
5. ↑  Archivierte Kopie (Memento des Originals vom 13. Dezember 2014 im Internet Archive)  Info: Der Archivlink wurde automatisch eingesetzt und noch nicht geprüft. Bitte prüfe Original- und Archivlink gemäß Anleitung und entferne dann diesen Hinweis.
6. ↑  Michèle Tosi: Une contre tous dans Happy Happy de Mathis Nitschke - ResMusicaResMusica. In: resmusica.com. 27. November 2014, abgerufen am 16. März 2024 (französisch).
7. ↑  Michael Merschmeier, Der Theaterverlag: Opernwelt – Archiv. Abgerufen am 3. November 2018.
8. ↑  Viola – Mathis Nitschke. In: Mathis Nitschke. 21. April 2015 (mathis-nitschke.com [abgerufen am 3. November 2018]).
9. ↑  https://www.eveosblog.de/2015/10/28/beispiel-aussergewoehnliche-eventkonzept-viola-kurzoper-mathis-nitschke/
10. ↑  https://www.muenchen.de/rathaus/Stadtverwaltung/Kulturreferat/Musik/Auszeichnungen/Stipendien-Musik/Projektstipendium_Musik/2015.html
11. ↑  Oper als App – Vergehen. Abgerufen am 3. November 2018 (deutsch).
12. ↑  Saisonbilanz 2017/18 – Die Deutsche Bühne. Archiviert vom Original (nicht mehr online verfügbar) am 12. November 2018; abgerufen am 3. November 2018.  Info: Der Archivlink wurde automatisch eingesetzt und noch nicht geprüft. Bitte prüfe Original- und Archivlink gemäß Anleitung und entferne dann diesen Hinweis.
13. ↑  MAYA – MAYA. Abgerufen am 3. November 2018 (deutsch).
14. ↑  Die Möglichkeit einer Insel – Mathis Nitschke. In: Mathis Nitschke. 9. August 2008 (mathis-nitschke.com [abgerufen am 3. November 2018]).
15. ↑  http://screenwrite.wordpress.com/2009/05/26/filmkritik_la-possibilite-d-une-ile/
16. ↑  Kleiner Mann, was nun? – Mathis Nitschke. In: Mathis Nitschke. 25. April 2009 (mathis-nitschke.com [abgerufen am 3. November 2018]).
17. ↑  Archivierte Kopie (Memento des Originals vom 31. Juli 2010 im Internet Archive)  Info: Der Archivlink wurde automatisch eingesetzt und noch nicht geprüft. Bitte prüfe Original- und Archivlink gemäß Anleitung und entferne dann diesen Hinweis.
18. ↑  Musica Viva – Mathis Nitschke. In: Mathis Nitschke. 6. Februar 2014 (mathis-nitschke.com [abgerufen am 3. November 2018]).
19. ↑  Anastasia Tsioulcas: ‘Doppelganger’ Review: A Soldier Confronts His Mortality. In: The New York Times. 24. September 2023, ISSN 0362-4331 (nytimes.com [abgerufen am 27. November 2023]).
20. ↑  Kevin Ng: Jonas Kaufmann and Helmut Deutsch cast a spell in Doppelganger at New York’s Park Avenue Armory — review. In: Financial Times. 25. September 2023 (ft.com [abgerufen am 27. November 2023]).
21. ↑  Süddeutsche Zeitung: Ebersberger Arkadien-Festival: Ein multipolares Phantom. 22. Mai 2023, abgerufen am 27. November 2023.
22. ↑  Süddeutsche Zeitung: Unterwegs mit Parzival. 15. November 2020, abgerufen am 27. November 2023.
23. ↑  Eine etwas andere Jubiläumsausstellung in Seoul - Goethe-Institut Korea. Abgerufen am 27. November 2023.
24. ↑  https://mayaoper.de/
25. ↑  Egbert Tholl: Der Beginn der Zukunft. In: sueddeutsche.de. 20. Oktober 2017, abgerufen am 28. Januar 2024.
26. ↑  Süddeutsche Zeitung: Die Entdeckung der Lässigkeit. 12. Juli 2015, abgerufen am 27. November 2023.
27. ↑  Gerhard Summer, Starnberg: Starnberg - Bewegender Liederabend. In: sueddeutsche.de. 20. April 2016, abgerufen am 28. Januar 2024.
28. ↑  FÜNF FRAGEN AN MATHIS NITSCHKE. In: XR HUB Bavaria. 29. Mai 2022, abgerufen am 27. November 2023 (amerikanisches Englisch).
29. ↑  Oper als App. Abgerufen am 24. Juni 2019 (deutsch).
30. ↑  Georg Kasch: Kleiner Mann, was nun? – Luk Perceval inszeniert seine Fassung des Hans Fallada-Romans. In: nachtkritik.de. 25. April 2009, abgerufen am 16. März 2024.

| Personendaten    | Personendaten       |
| ---------------- | ------------------- |
| NAME             | Nitschke, Mathis    |
| KURZBESCHREIBUNG | deutscher Komponist |
| GEBURTSDATUM     | 4. Juni 1973        |
| GEBURTSORT       | München             |